# The Song Diaries
The Song Diaries — альбом-компиляция британской певицы Софи Эллис-Бекстор, выпущенный 15 марта 2019 через лейбл EBGB’s. В альбом вошли оркестровые версии известных хитов исполнительницы, а также одна новая песня — «Love Is You». Продюсером выступил Эд Харкорт.

## Промоушен
В качестве официального сингла была выпущена новая песня «Love Is You», промосинглами стали такие песни как «Take Me Home», «Murder on the Dancefloor» и «A Pessimist Is Never Disappointed».
Впервые с оркестровыми версиями песен Софи выступила в лондонском «Royal Festival Hall» в октябре 2018 года, неделей позже певица с данной программой посетила Москву и Санкт-Петербург. Вместе с симфоническим оркестром Софи отправится в тур в поддержку альбома в июне 2019 года.

## Список композиций
| №                   | Название                                                            | Длительность |
| ------------------- | ------------------------------------------------------------------- | ------------ |
| 1.                  | «Groovejet»                                                         | 3:20         |
| 2.                  | «Take Me Home»                                                      | 4:23         |
| 3.                  | «Murder on the Dancefloor»                                          | 3:46         |
| 4.                  | «Move This Mountain»                                                | 4:47         |
| 5.                  | «Music Gets the Best of Me»                                         | 3:28         |
| 6.                  | «Mixed Up World»                                                    | 3:43         |
| 7.                  | «Catch You»                                                         | 3:58         |
| 8.                  | «Me and My Imagination»                                             | 3:47         |
| 9.                  | «Today the Sun’s on Us»                                             | 4:19         |
| 10.                 | «Heartbreak (Make Me a Dancer)»                                     | 3:52         |
| 11.                 | «Bittersweet»                                                       | 3:35         |
| 12.                 | «Not Giving Up on Love»                                             | 3:14         |
| 13.                 | «Young Blood»                                                       | 4:39         |
| 14.                 | «Love Is a Camera»                                                  | 3:57         |
| 15.                 | «Wild Forever»                                                      | 4:31         |
| 16.                 | «A Pessimist Is Never Disappointed»                                 | 4:04         |
| 17.                 | «Love Is You» (bonus track)                                         | 3:15         |
| 18.                 | «Take Me Home» (orchestral disco version) (bonus track)             | 3:14         |
| 19.                 | «Murder on the Dancefloor» (orchestral disco version) (bonus track) | 3:26         |
| Общая длительность: | Общая длительность:                                                 | 73:18        |

## Чарты
| Чарт (2019)                                  | Пиковая позиция |
| -------------------------------------------- | --------------- |
| Австралия (ARIA Digital Albums)              | 43              |
| Шотландия (Scottish Albums Chart)            | 10              |
| Великобритания (UK Albums Chart)             | 14              |
| Великобритания (UK Independent Albums Chart) | 3               |